# Edelherren von Kirchberg
Die Edelherren von Kirchberg waren ein im Mittelalter in Kirchberg bei Dingelstädt im Eichsfeld ansässiges Adelsgeschlecht.

## Geschichte
Die erste Erwähnung eines Adligen von Kirchberg ist für das Jahr 1134 nachgewiesen. Sie wohnten auf einer kleinen Anhöhe westlich von Dingelstädt, dem Kerbschen Berg, in einem befestigten Herrensitz oder Burgteil (Burg Kirchberg), deren Entstehung bis ins 9./11. Jahrhundert reichen könnte.
Sie waren im Dorf Kirchberg und in der Umgebung selbst begütert bzw. besaßen Lehen anderer Lehnsherren. Über mehrere Generationen besaßen sie Burglehen auf der Burg Gleichenstein, zunächst unter den Grafen von Gleichenstein und später unter den Mainzer Kurfürsten.

## Vertreter des Adelsgeschlechts

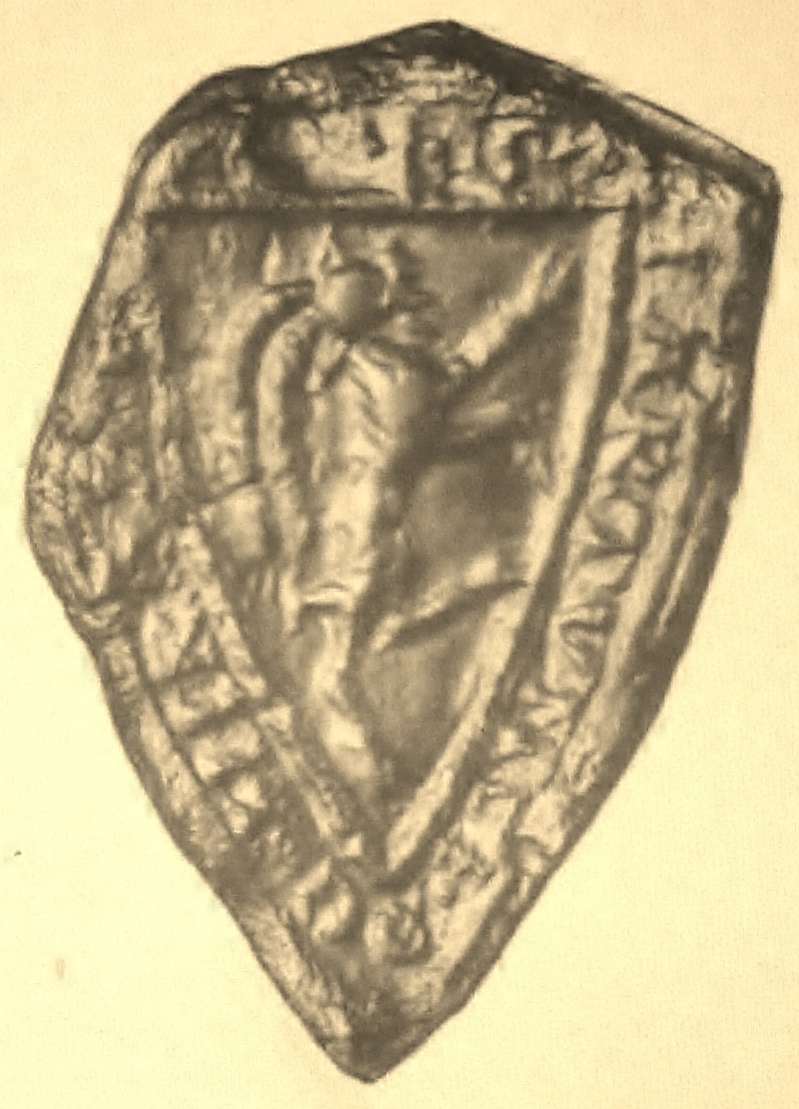
Siegel des Hartung von Kirchberg (1288)

- Ditmar von Kirchberg ist 1134 beurkundet. Er beschenkte das Peterskloster mit Hufen in Wachstedt. Seine Söhne waren Hermann von Kirchberg, Folrat von Kirchberg und Hertac von Kirchberg. Sie sind 1146 beurkundet.
- die Brüder Hermann, Folrad und Hertag von Kirchberg besitzen die Kapelle in Escherigrode (Ascherode bei Martinfeld?) und schenken sie 1146 dem Peterskloster Erfurt wegen bei Eintritt von Folrad und Hertag in das Kloster[2][3]
- Henrich von Kirchberg ist 1162 beurkundet. Er war Ritter.
- Henrich und Werner von Kirchberg waren Brüder und sind 1191 beurkundet.
- Henrich von Kirchberg ist 1288 beurkundet. Er war Burgmann von Albrecht von Gleichen auf Burg Gleichenstein.
- Hartung von Kirchberg ist 1288 beurkundet.
- Otto von Kirchberg ist zwischen 1312 und 1339 mehrfach beurkundet. Die Burgmänner Hartmann von Kirchberg und Eckard von Kirchberg waren seine Brüder. Ottos Söhne waren Eckard von Kirchberg und Conrad von Kirchberg. Conrad nannte sich Conrad von Fromederode und war Vogt von Burg Gleichenstein.
- Jan von Kirchberg ist 1365 beurkundet. Eckard von Kirchberg war sein Sohn.
- Henrich von Kirchberg war 1394 Propst im Kloster Zelle.
- Legat von Kirchberg ist 1429 beurkundet.
- Henrich von Kirchberg ist 1444 beurkundet. Mit ihm starb das Geschlecht 1464 aus. Der Mainzer Bischof Adolf II. von Nassau übertrug die Lehensrechte derer von Kirchberg auf Henrich von Bodungen[4].